# Cléber (football, 1974)
Pour les articles homonymes, voir Cléber et Guedes.
Cléber, de son nom complet Cléber Guedes de Lima, est un footballeur brésilien, né le 29 avril 1974 à Brasilia.

## Carrière
- 1993-1994 :  Portuguesa de Desportos
- 1994-1995 :  AA Internacional de Limeira
- 1995-1998 :  Cruzeiro EC
- 1998-1999 :  Guarani FC
- 1999-2000 :  União Agrícola Barbarense FC
- 2000-2001 :  CF Belenenses
- 2001-2006 :  Vitoria Guimarães
- 2006-Mar.2009 :  Wisła Cracovie
- Mar.2009-Jan.2010 :  Terek Grozny
- Jan.2010-Déc.2010 :  Wisła Cracovie

### Palmarès
- Champion de Pologne : 2008,  2009
- Copa Libertadores : 1997